# Liginiac
Liginiac est une commune française située dans le département de la Corrèze en région Nouvelle-Aquitaine.

## Géographie
La commune de Liginiac est traversée par la Méridienne verte.

### Communes limitrophes
Les communes limitrophes sont  Chirac-Bellevue, Neuvic, Saint-Pierre, Sainte-Marie-Lapanouze et Sérandon.
La commune est située à 9 km au nord-est de Neuvic et à 18 km au sud d'Ussel.

### Transport
La commune est située à 17 km au sud de la sortie  23 Ussel-Ouest de l'autoroute A89.
Liginiac possédait une gare sur l'ancienne ligne du Transcorrézien allant de Tulle à Ussel en passant par Marcillac-la-Croisille, Lapleau, le Viaduc des Rochers Noirs, Soursac, Neuvic… Cette ligne appartenait aux tramways de la Corrèze.

### Hydrographie
La commune se trouve entre la Dordogne avec le barrage de Marèges à l'est et la Triouzoune avec son lac à l'ouest (retenue du barrage de Neuvic).
Deux autres cours d'eau traversent aussi son territoire : le ruisseau de l'Artaude, qui se jette dans la Dordogne, et le Riffaud qui se jette dans la Triouzoune.

### Climat
Pour des articles plus généraux, voir Climat de la Nouvelle-Aquitaine et Climat de la Corrèze.
Historiquement, la commune est exposée à un climat montagnard.  
En 2020, Météo-France publie une typologie des climats de la France métropolitaine dans laquelle la commune est exposée à un climat de montagne et est dans la région climatique  Ouest et nord-ouest du Massif Central, caractérisée par une pluviométrie annuelle de 900 à 1 500 mm, maximale en automne et en hiver.
Pour la période 1971-2000, la température annuelle moyenne est de 9,8 °C, avec  une amplitude thermique annuelle de 15,2 °C. Le cumul annuel moyen de précipitations est de 1 054 mm, avec 13,6 jours de précipitations en janvier et 7,7 jours en juillet. Pour la période 1991-2020, la température moyenne annuelle observée sur la station météorologique la plus proche, située sur la commune de Neuvic à 6 km à vol d'oiseau, est de 10,6 °C et le cumul annuel moyen de précipitations est de 1 173,4 mm,. Pour l'avenir, les paramètres climatiques de la commune estimés pour 2050 selon différents scénarios d’émission de gaz à effet de serre sont consultables sur un site dédié publié par Météo-France en novembre 2022.

## Urbanisme

### Typologie
Au 1er janvier 2024, Liginiac est catégorisée commune rurale à habitat très dispersé, selon la nouvelle grille communale de densité à 7 niveaux définie par l'Insee en 2022.
Elle est située hors unité urbaine. Par ailleurs la commune fait partie de l'aire d'attraction d'Ussel, dont elle est une commune de la couronne,. Cette aire, qui regroupe 38 communes, est catégorisée dans les aires de moins de 50 000 habitants,.

### Occupation des sols
L'occupation des sols de la commune, telle qu'elle ressort de la base de données européenne d’occupation biophysique des sols Corine Land Cover (CLC), est marquée par l'importance des territoires agricoles (47,4 % en 2018), en augmentation par rapport à 1990 (45,7 %). La répartition détaillée en 2018 est la suivante : 
forêts (42,1 %), prairies (39,5 %), zones agricoles hétérogènes (7,9 %), eaux continentales (5,2 %), milieux à végétation arbustive et/ou herbacée (2,4 %), zones urbanisées (2 %), zones industrielles ou commerciales et réseaux de communication (0,9 %).
L'évolution de l’occupation des sols de la commune et de ses infrastructures peut être observée sur les différentes représentations cartographiques du territoire : la carte de Cassini (XVIIIe siècle), la carte d'état-major (1820-1866) et les cartes ou photos aériennes de l'IGN pour la période actuelle (1950 à aujourd'hui).

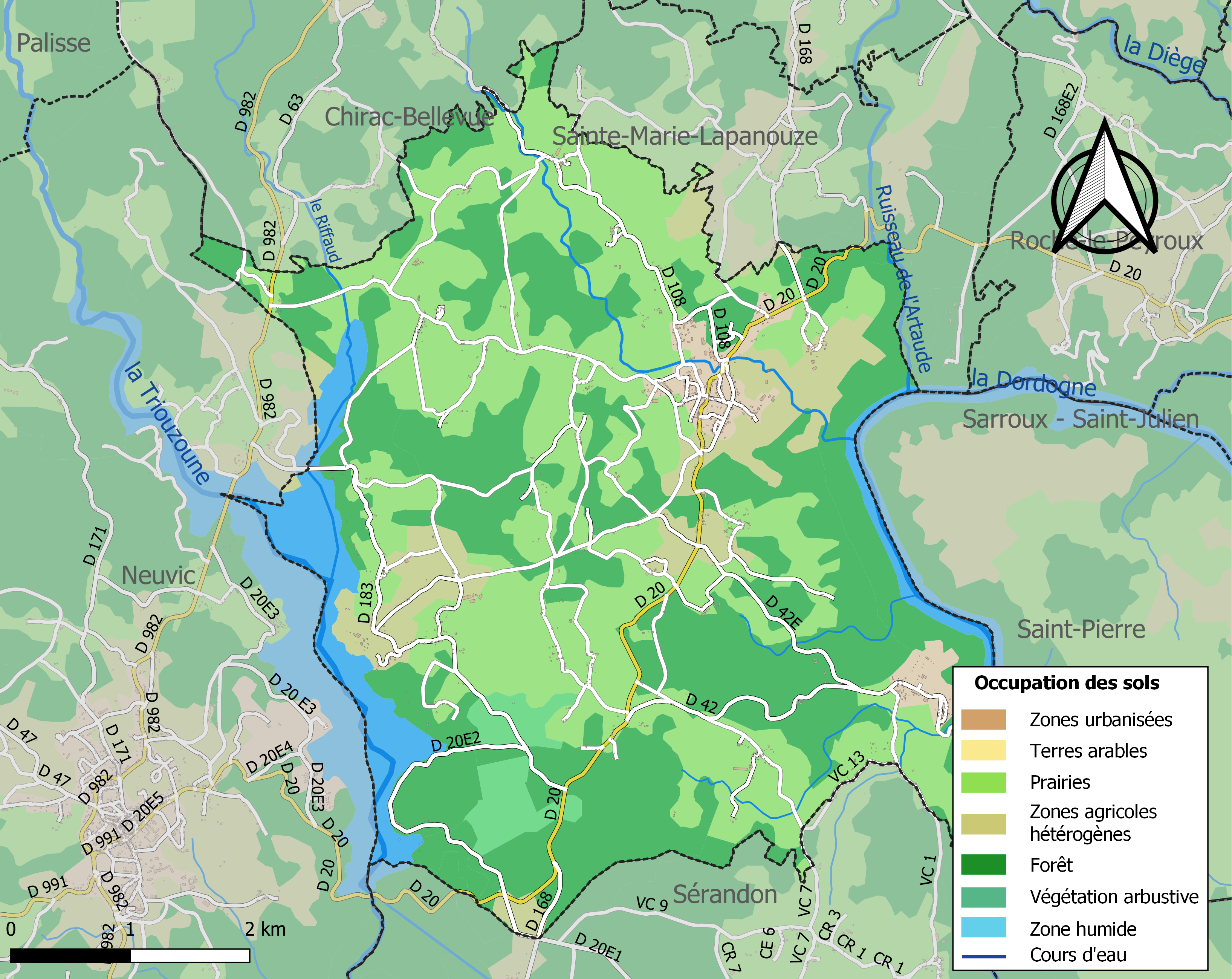
Carte des infrastructures et de l'occupation des sols de la commune en 2018 (CLC).

### Risques majeurs
Le territoire de la commune de Liginiac est vulnérable à différents aléas naturels : météorologiques (tempête, orage, neige, grand froid, canicule ou sécheresse), feux de forêts et séisme (sismicité très faible). Il est également exposé à un risque technologique, la rupture d'un barrage, et à un risque particulier : le risque de radon. Un site publié par le BRGM permet d'évaluer simplement et rapidement les risques d'un bien localisé soit par son adresse soit par le numéro de sa parcelle.

#### Risques naturels

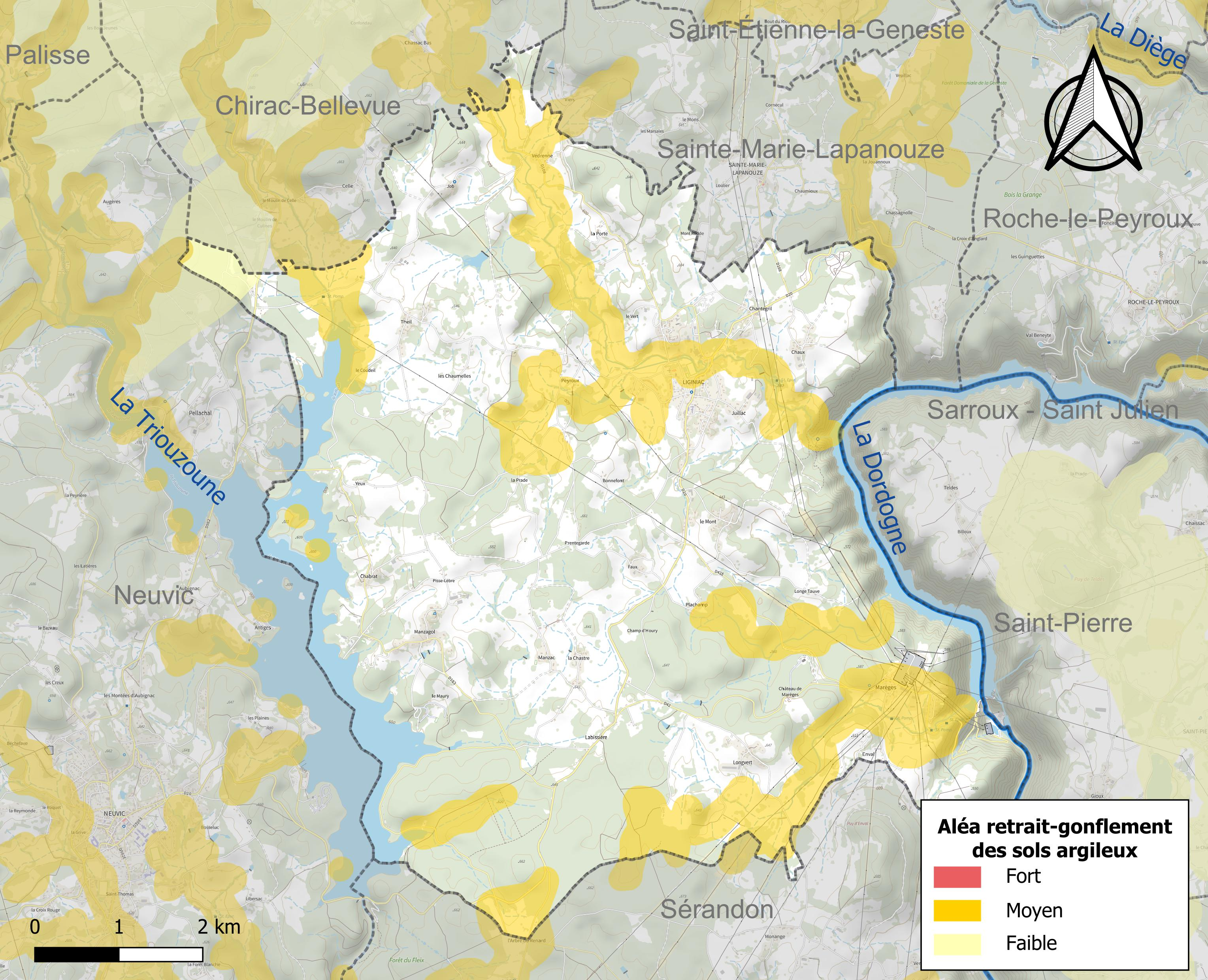
Carte des zones d'aléa retrait-gonflement des sols argileux de Liginiac.

Le retrait-gonflement des sols argileux est susceptible d'engendrer des dommages importants aux bâtiments en cas d’alternance de périodes de sécheresse et de pluie. 20 % de la superficie communale est en aléa moyen ou fort (26,8 % au niveau départemental et 48,5 % au niveau national). Sur les 555 bâtiments dénombrés sur la commune en 2019,  96 sont en aléa moyen ou fort, soit 17 %, à comparer aux 36 % au niveau départemental et 54 % au niveau national. Une cartographie de l'exposition du territoire national au retrait gonflement des sols argileux est disponible sur le site du BRGM,.
Concernant les feux de forêt, aucun plan de prévention des risques incendie de forêt (PPRIF) n’a été établi en Corrèze, néanmoins le code de l’urbanisme impose la prise en compte des risques dans les documents d’urbanisme. Le périmètre des servitudes d'utilité publique et des zones d'obligation légale de débroussaillement pour les particuliers est quant à lui défini pour la commune dans une carte dédiée. 
La commune a été reconnue en état de catastrophe naturelle au titre des dommages causés par les inondations et coulées de boue survenues en 1982 et 1999. Concernant les mouvements de terrains, la commune a été reconnue en état de catastrophe naturelle au titre des dommages causés par des mouvements de terrain en 1999.

#### Risques technologiques
La commune est en outre située en aval des barrages de Bort-les-Orgues, de Marèges et de Neuvic d'Ussel, des ouvrages de classe A soumis à PPI. À ce titre elle est susceptible d’être touchée par l’onde de submersion consécutive à la rupture d'un de ces ouvrages.

#### Risque particulier
Dans plusieurs parties du territoire national, le radon, accumulé dans certains logements ou autres locaux, peut constituer une source significative d’exposition de la population aux rayonnements ionisants. Certaines communes du département sont concernées par le risque radon à un niveau plus ou moins élevé. Selon la classification de 2018, la commune de Liginiac est classée en zone 3, à savoir zone à potentiel radon significatif. 

## Politique et administration

### Liste des maires
| Période      | Période      | Identité        | Étiquette | Qualité           |
| ------------ | ------------ | --------------- | --------- | ----------------- |
| mars 1971    | 1993         | Roger Valade    | -         |                   |
| 1993         | mars 2001    | Gérard Nussac   | -         |                   |
| mars 2001    | mars 2008    | Robert Meynie   | -         |                   |
| mars 2008    | juillet 2020 | Jean Valade     | -         | Agriculteur       |
| juillet 2020 | En cours     | Frédéric Bivert |           | Chef d'entreprise |

### Politique environnementale
Dans son palmarès 2024, le Conseil national de villes et villages fleuris de France a attribué une fleur à la commune.

## Démographie
| 1793  | 1800  | 1806  | 1821  | 1831  | 1836  | 1841  | 1846  | 1851  |
| ----- | ----- | ----- | ----- | ----- | ----- | ----- | ----- | ----- |
| 1 150 | 1 230 | 1 208 | 1 359 | 1 293 | 1 467 | 1 486 | 1 507 | 1 515 |

| 1856  | 1861  | 1866  | 1872  | 1876  | 1881  | 1886  | 1891  | 1896  |
| ----- | ----- | ----- | ----- | ----- | ----- | ----- | ----- | ----- |
| 1 434 | 1 526 | 1 506 | 1 502 | 1 516 | 1 563 | 1 560 | 1 506 | 1 519 |

| 1901  | 1906  | 1911  | 1921  | 1926  | 1931  | 1936  | 1946 | 1954 |
| ----- | ----- | ----- | ----- | ----- | ----- | ----- | ---- | ---- |
| 1 523 | 1 531 | 1 579 | 1 506 | 1 534 | 1 630 | 1 615 | 990  | 890  |

| 1962 | 1968 | 1975 | 1982 | 1990 | 1999 | 2004 | 2006 | 2009 |
| ---- | ---- | ---- | ---- | ---- | ---- | ---- | ---- | ---- |
| 858  | 725  | 601  | 618  | 603  | 630  | 611  | 607  | 641  |

| 2014 | 2019 | 2022 | - | - | - | - | - | - |
| ---- | ---- | ---- | - | - | - | - | - | - |
| 574  | 644  | 657  | - | - | - | - | - | - |

## Économie

### Exploitation forestière et bois
La commune abrite la scierie J. Destève, également fabrique de palettes, qui emploie une quarantaine de personnes.
Des animations autour du bois sont organisées tous les ans le troisième week-end de juillet, Le Bois en fête. En 2012, l'artiste Marc Pouyet y expose la Spirale de curiosité.

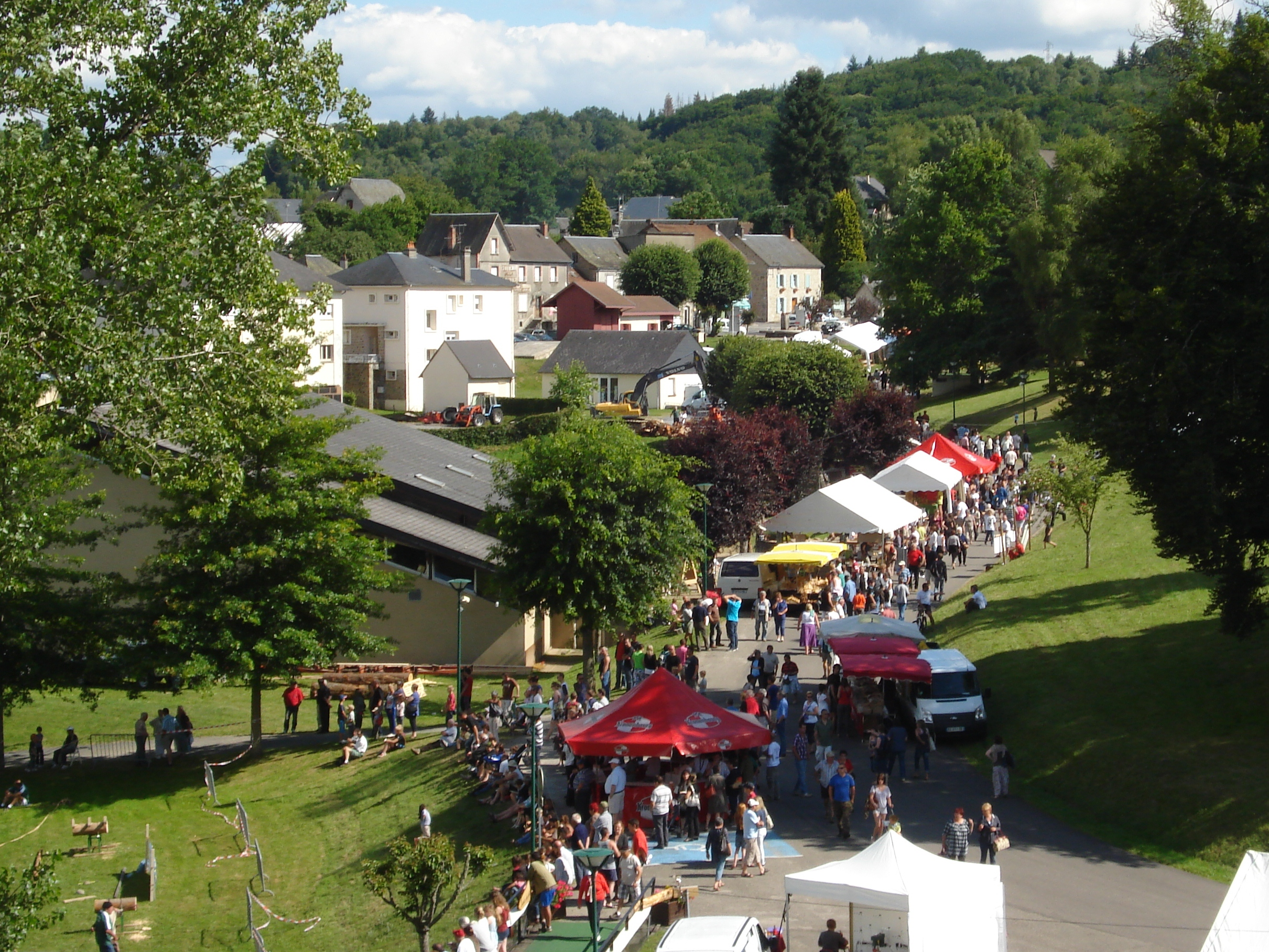
Le Bois en fête en 2012.
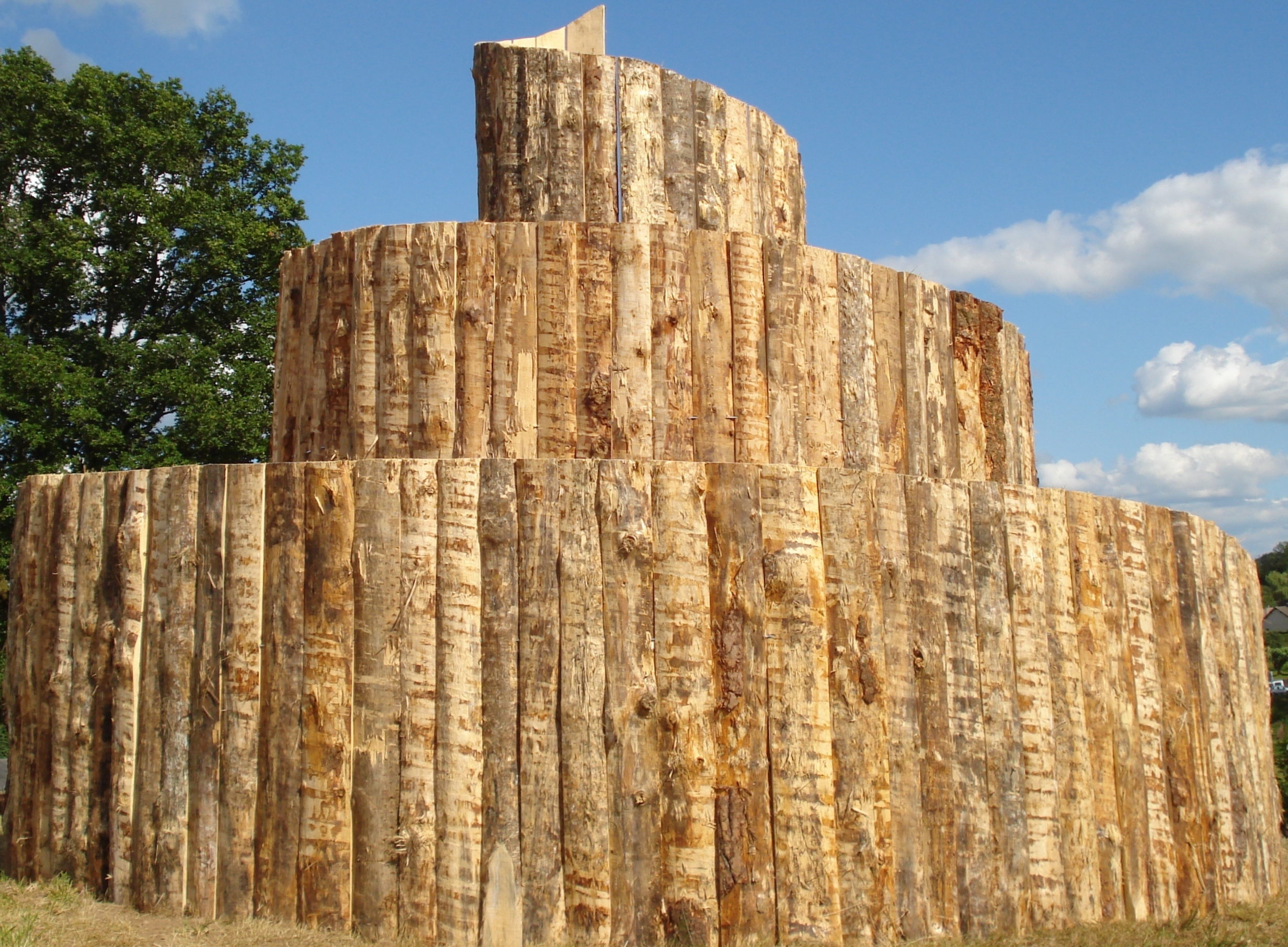
La Spirale de curiosité.

### Exploitation électrique

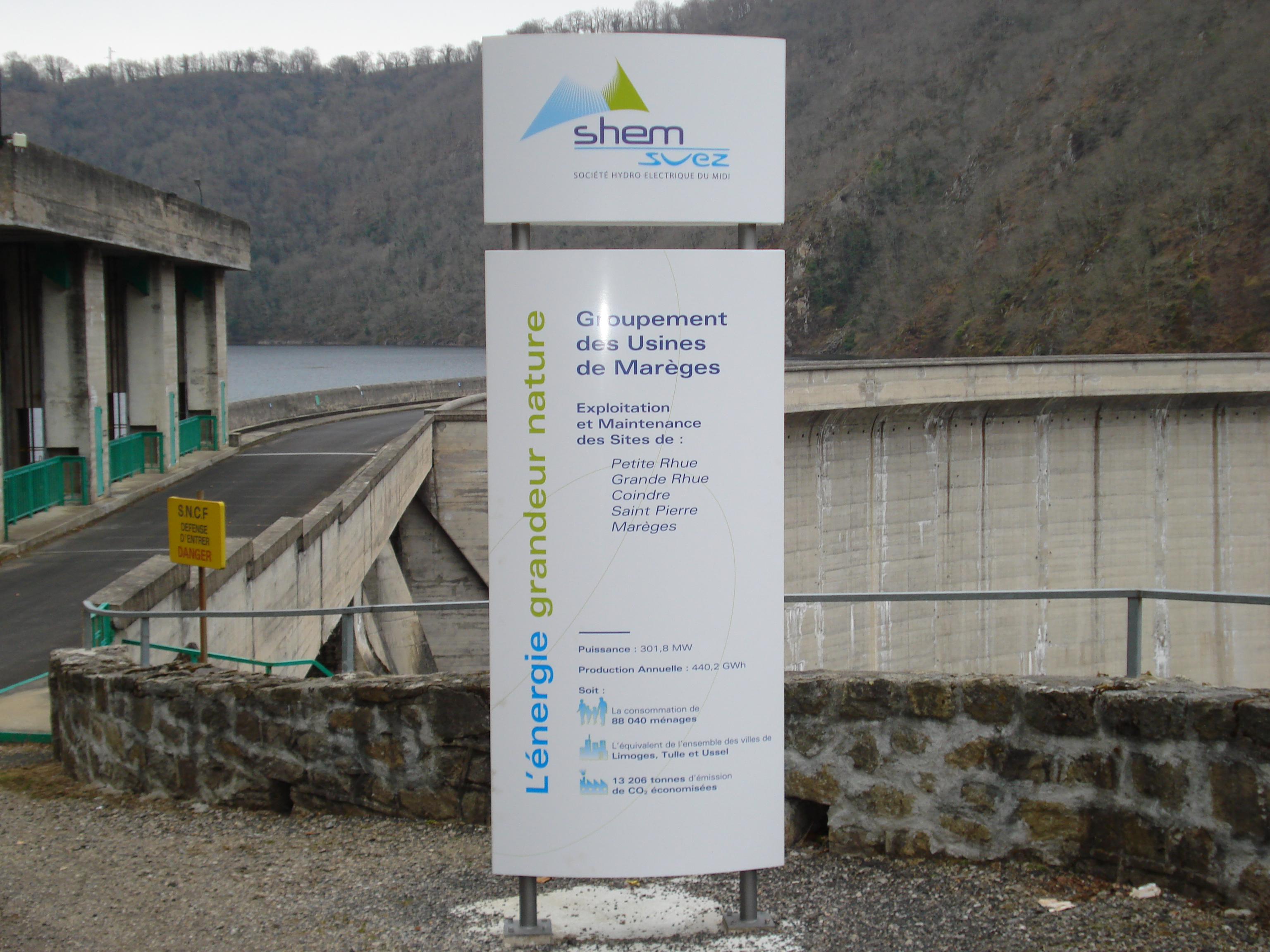
Panneau d'accueil sur le site.
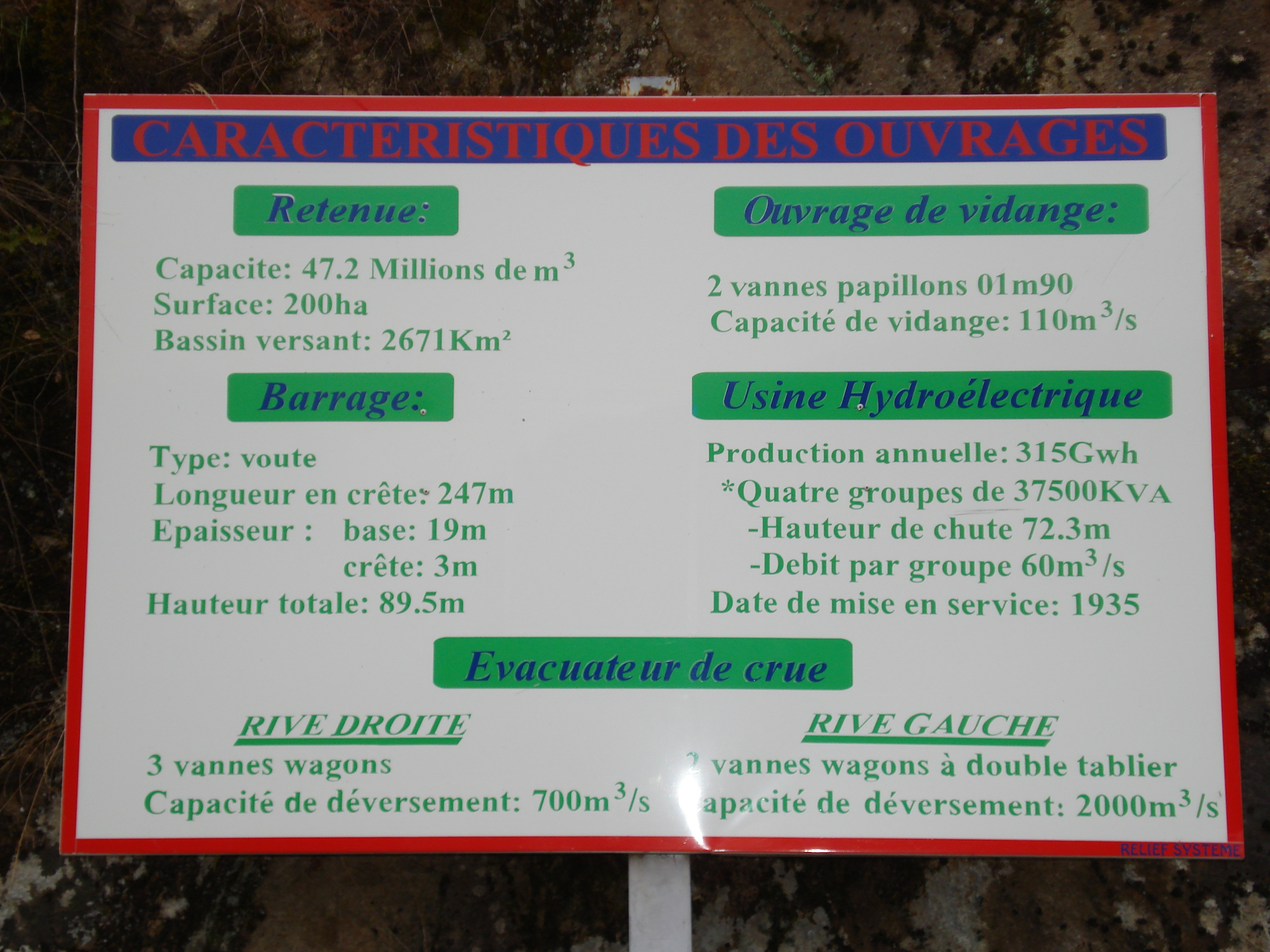
Caractéristiques.
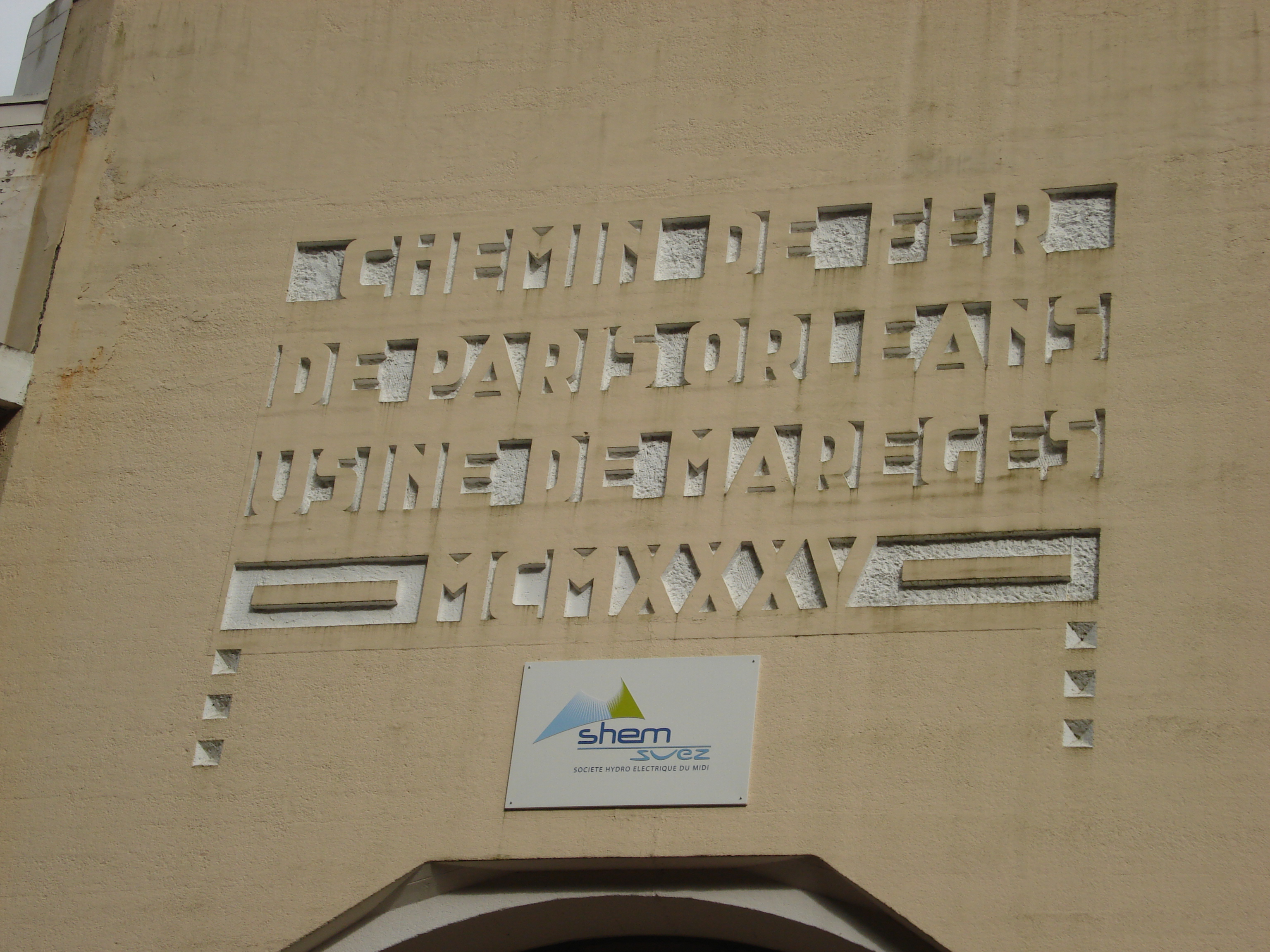
La façade.
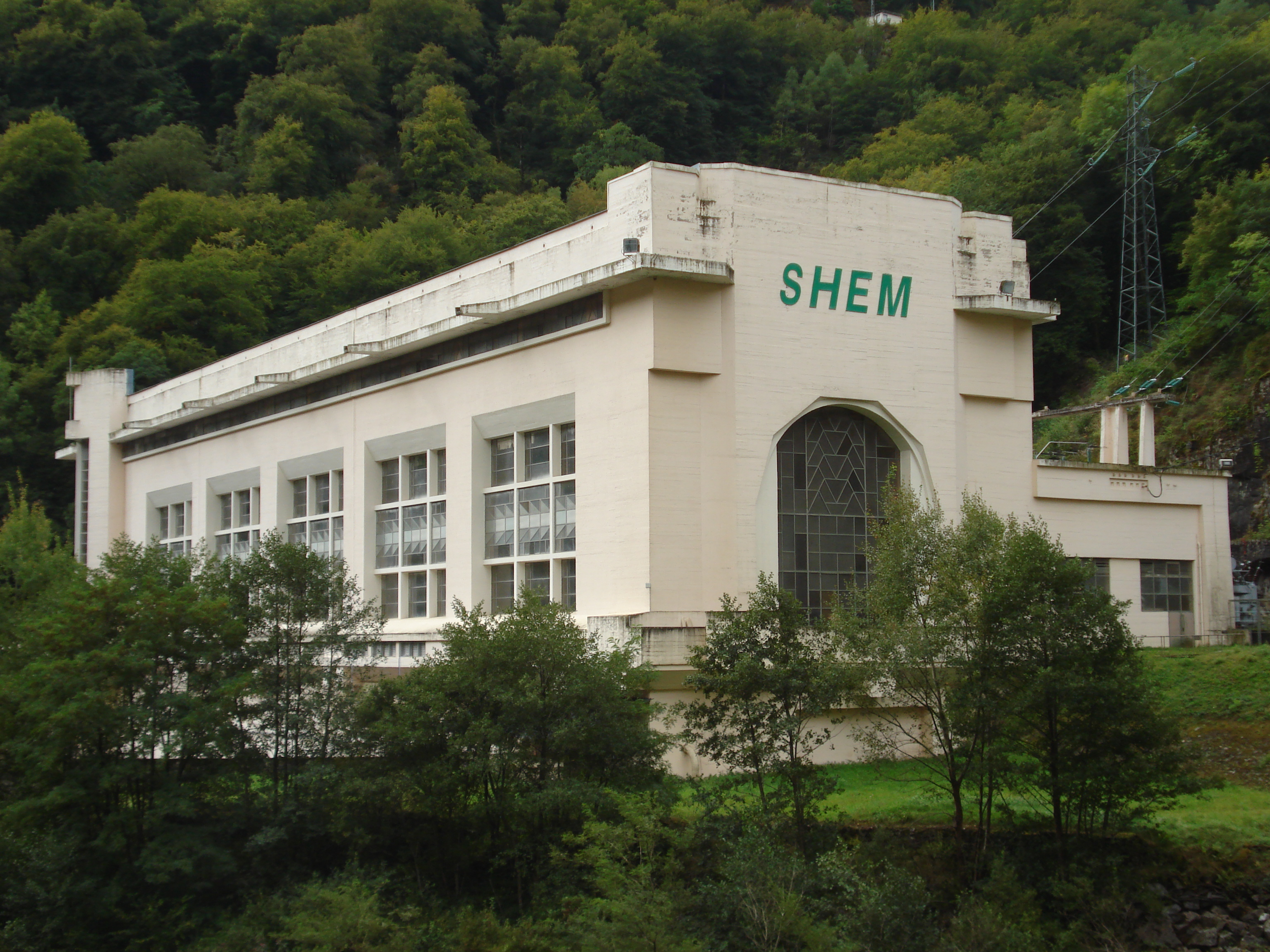
L'usine.

La SHEM exploite le barrage de Marèges, ce barrage-voûte est équipé de quatre turbines Francis d’un débit nominal de 60 m3/s sur la rive gauche (côté Liginiac) et d'une turbine Francis d’un débit nominal de 190 m3/s sur la rive droite (côté Saint-Pierre).
Ces installations assurent une production annuelle d’environ 310 GWh.
Le barrage a été conçu de 1932 à 1935 pour la Compagnie des Chemins de fer du Midi par l'ingénieur polytechnicien André Coyne, spécialiste du barrage voûte et plus tard concepteur du barrage de Malpasset.

## Vie locale

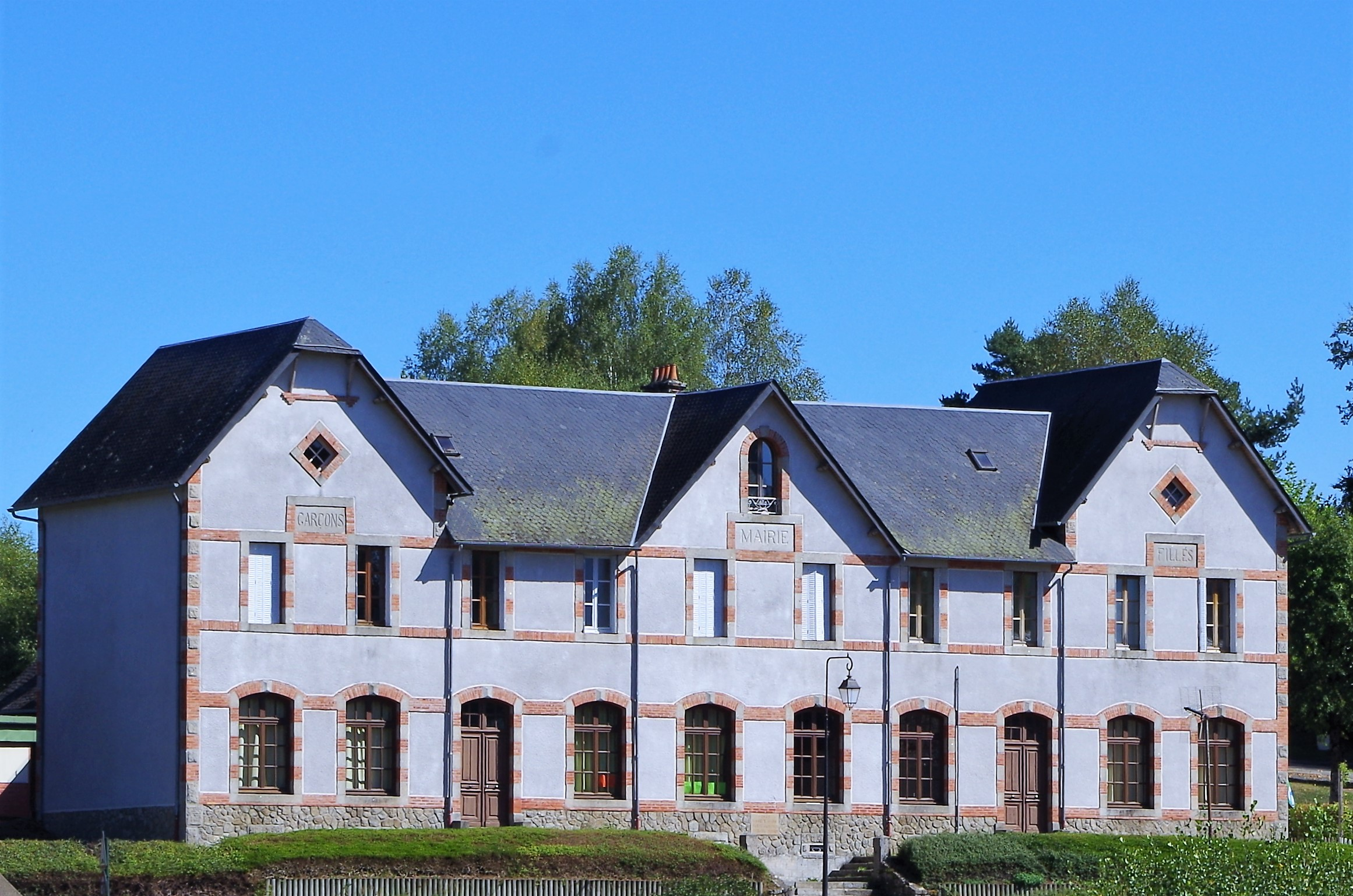
L'école.
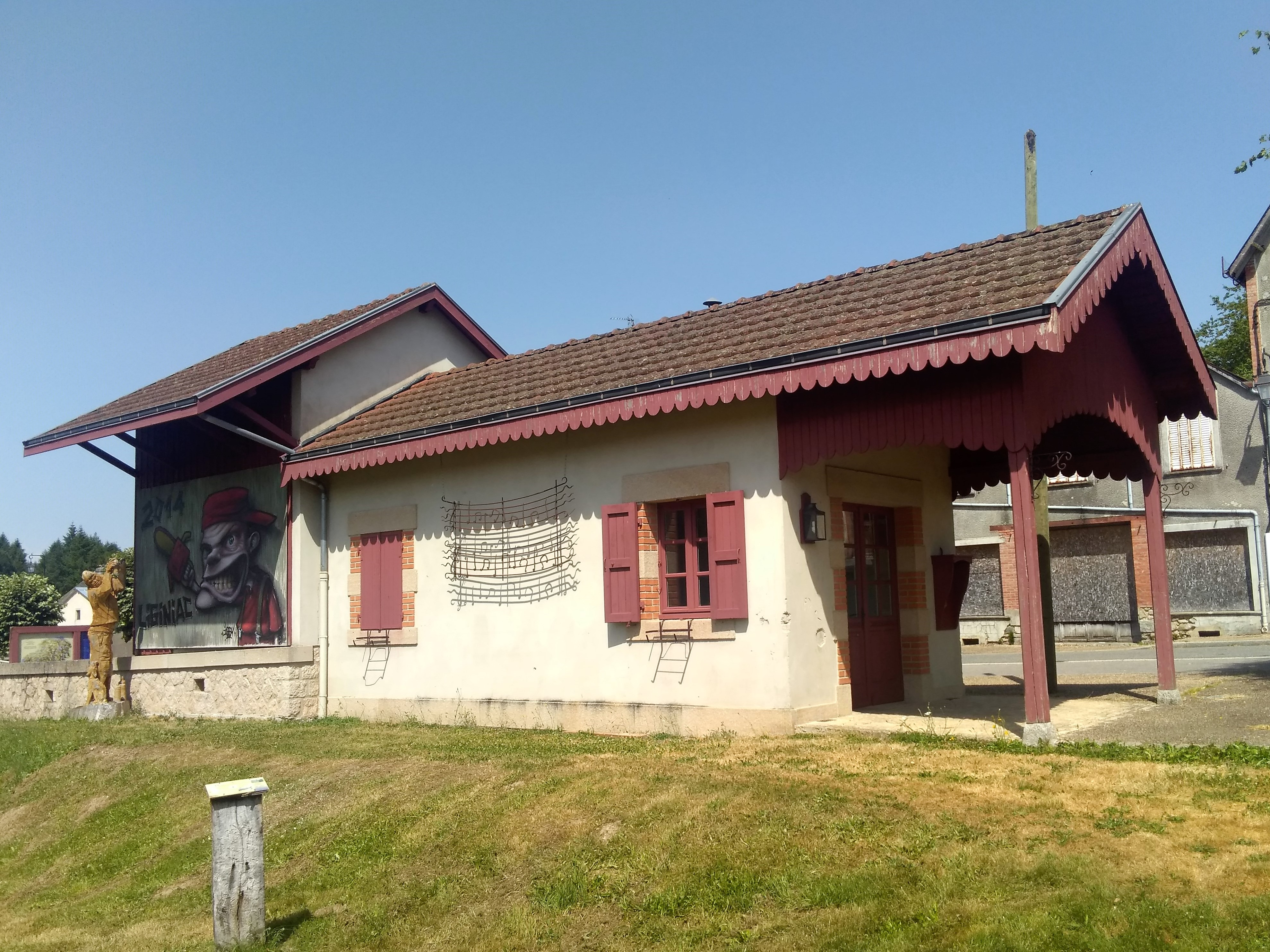
L'ancienne gare du Transcorrézien.

Le village a conservé une école maternelle et primaire et il est équipé d'une bibliothèque municipale, d'une salle des fêtes et d'une salle polyvalente.
Le secteur santé n'y est plus représenté (médecin parti, pharmacie fermée, kinésithérapeute parti, reste infirmière et maison de retraite), sans oublier de nombreux petits commerces : boucherie fermée, une épicerie, deux bar restaurant dans le bourg, un restaurant au bord du lac pour la saison estivale, un garage automobile, un fleuriste.

## Lieux et monuments

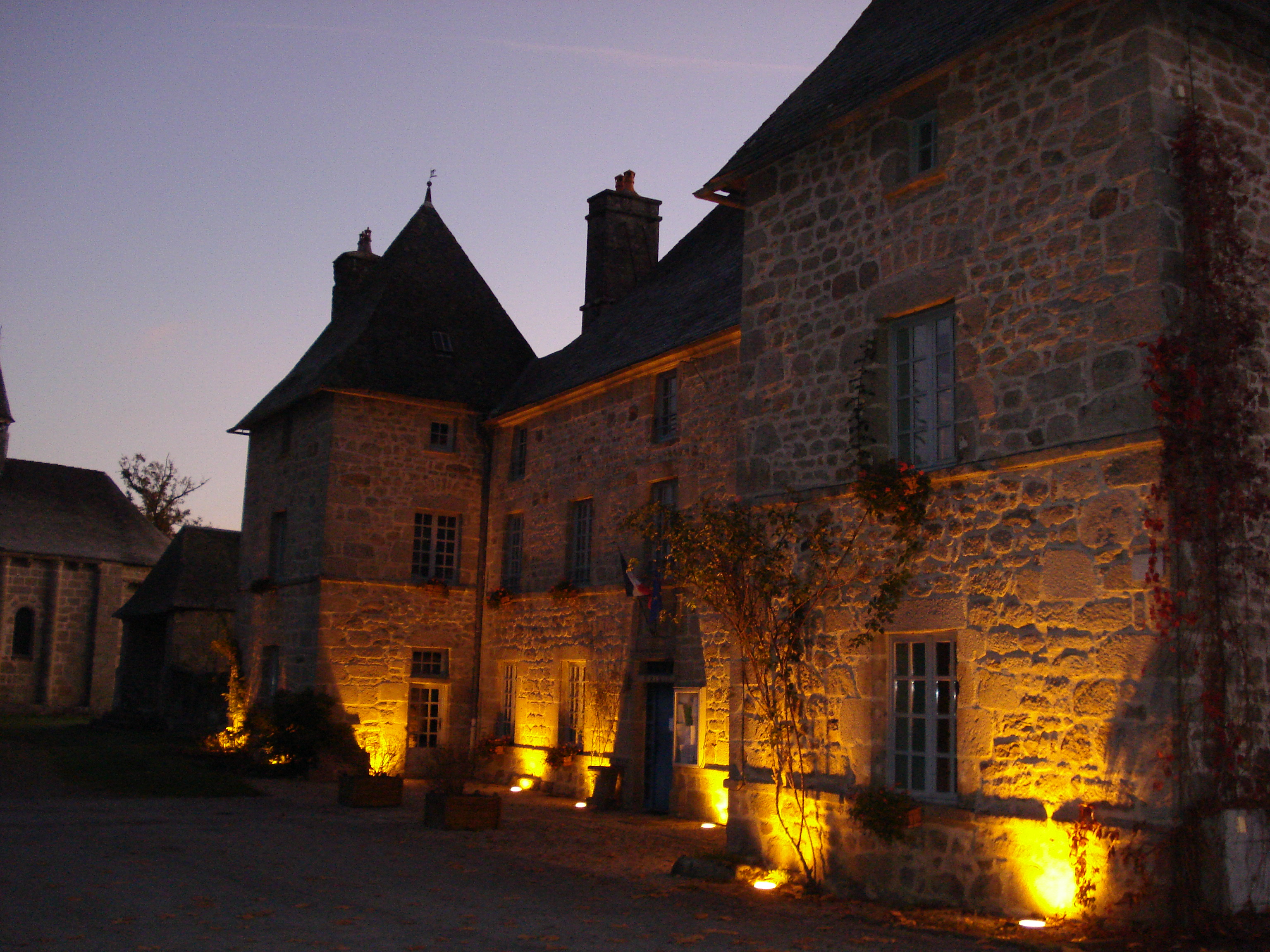
La mairie.
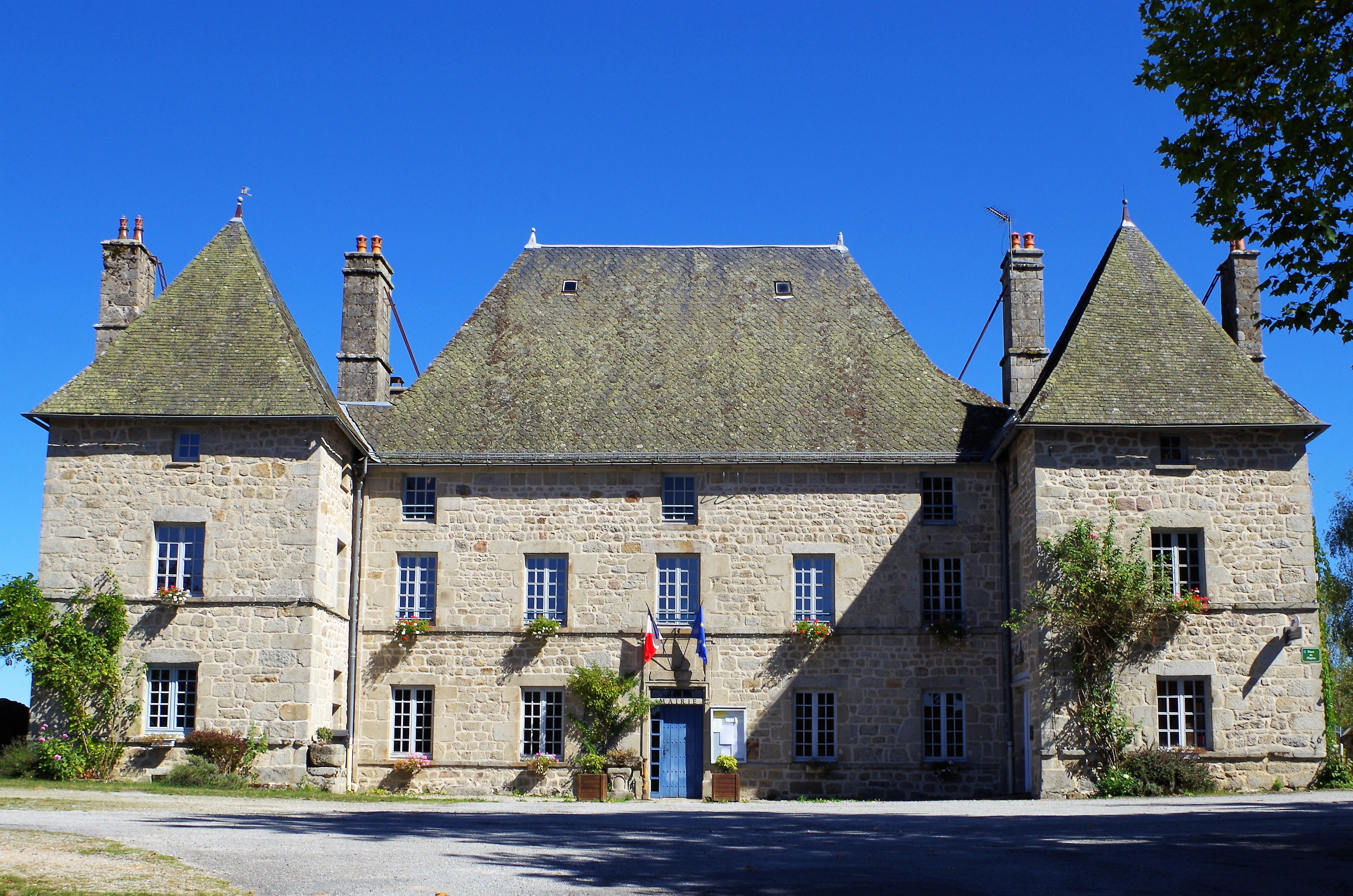
La mairie.
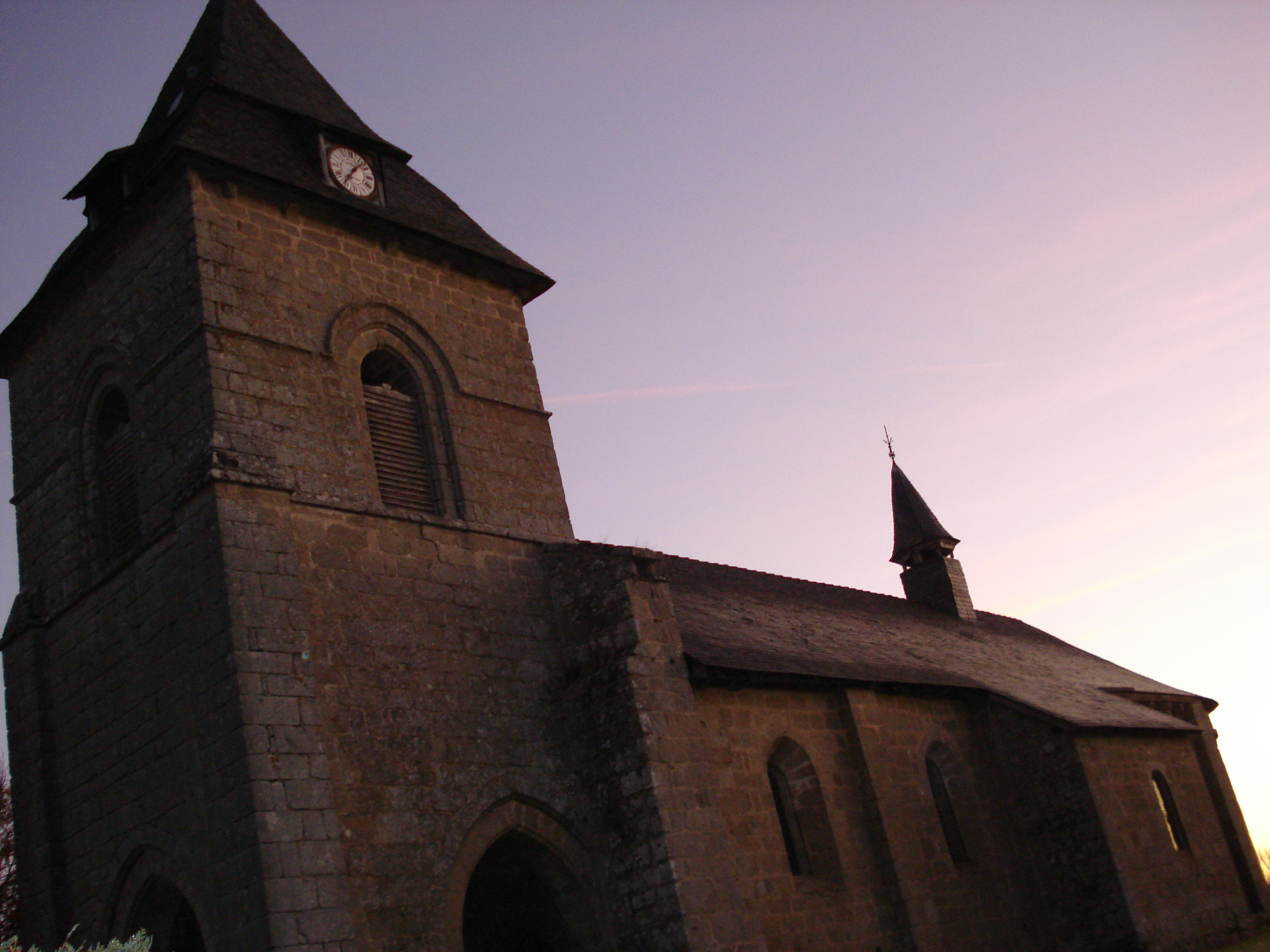
L'église.
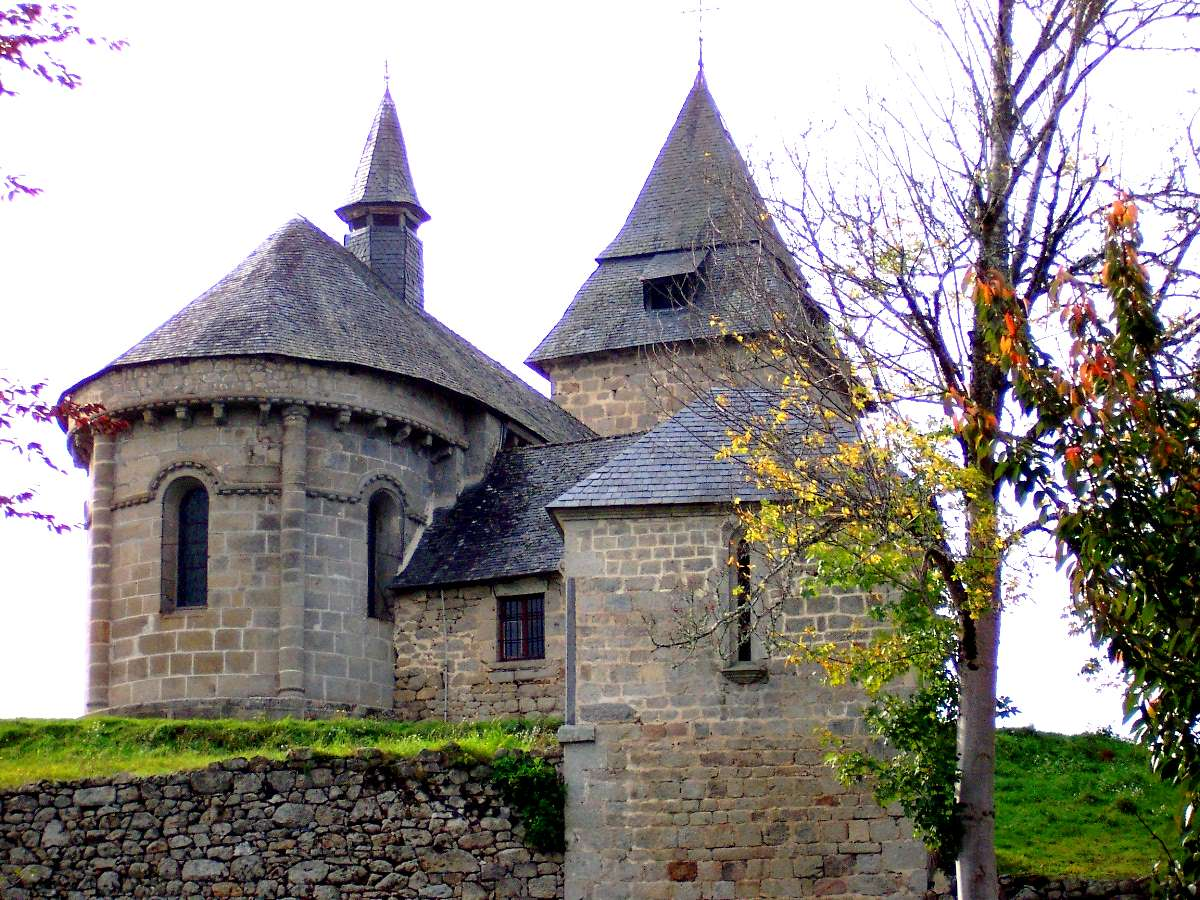
L'église vue de la salle des sports.

- L'église Saint-Barthélémy de Liginiac est une église romane du XIIe siècle modifiée au XVIIe siècle . Elle est classée monument historique depuis le 22 décembre 1930[32]. Elle possède plusieurs objets répertoriés dans la Base Palissy du ministère de la Culture[33]. Sur la corniche de l'église figure un animal impudique en forme de chien en pleine masturbation[34] (cf. ci-dessous).
- Château de la famille Masson de Saint-Félix, devenu la mairie de Liginiac (XIVe siècle).
- Château de Marèges.
- Barrage de Marèges : barrage voûte, construit entre 1932 et 1935, qui se trouve en partie sur la commune, sur la Dordogne à la limite avec Saint-Pierre.
- Vestiges du château de Peyroux.

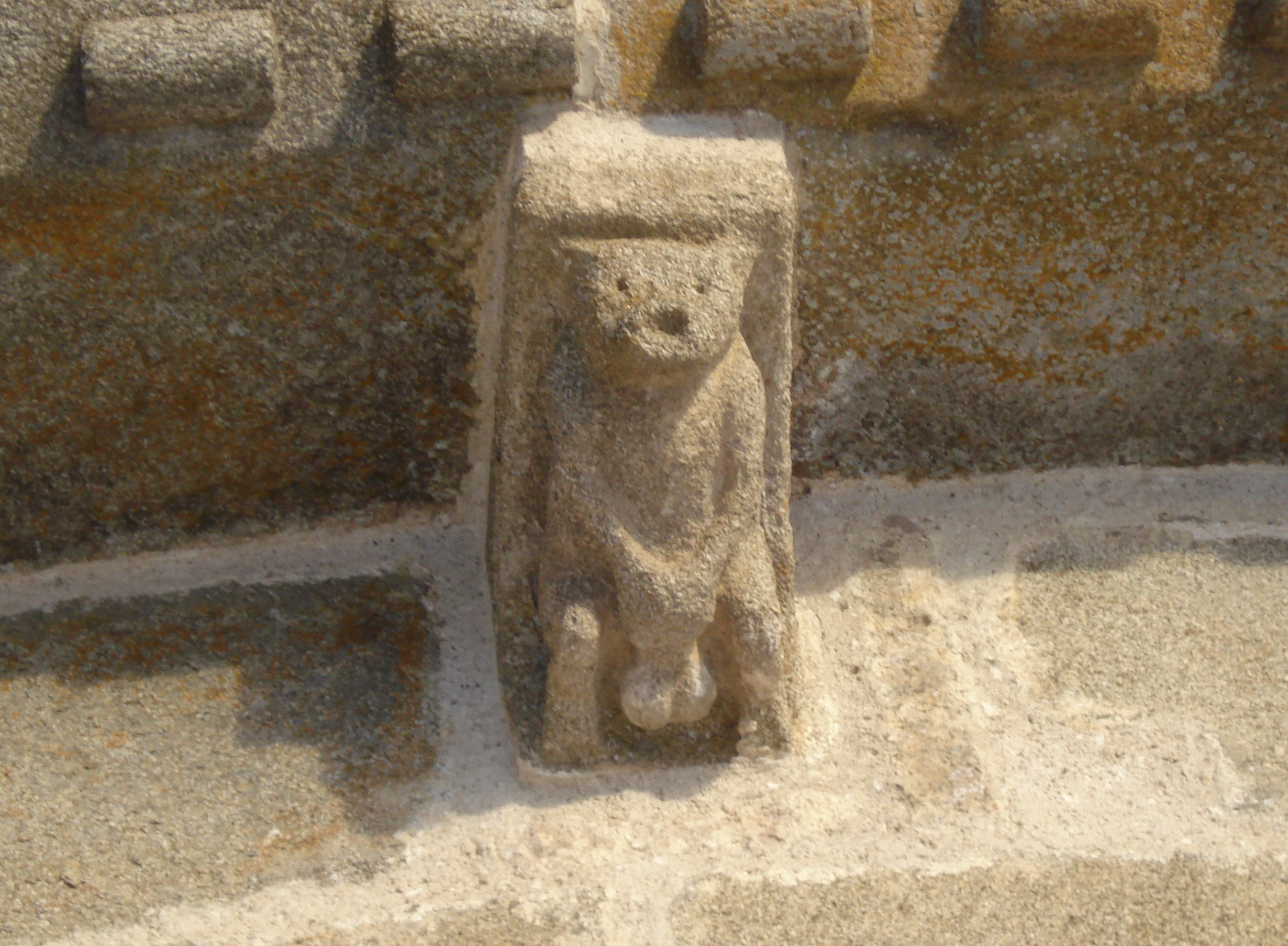
Un modillon sculpté sous la toiture de l'église.
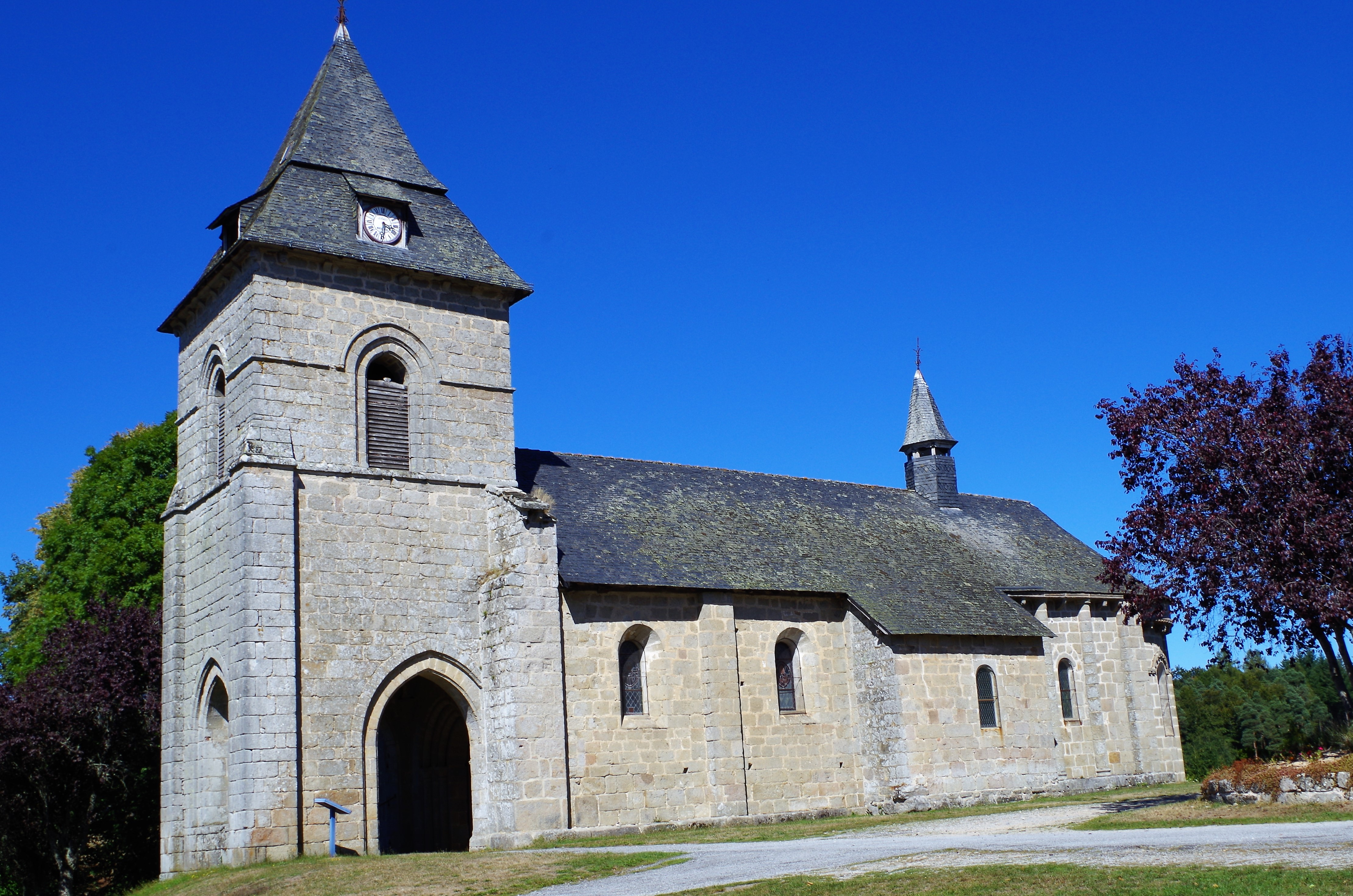
L'église.
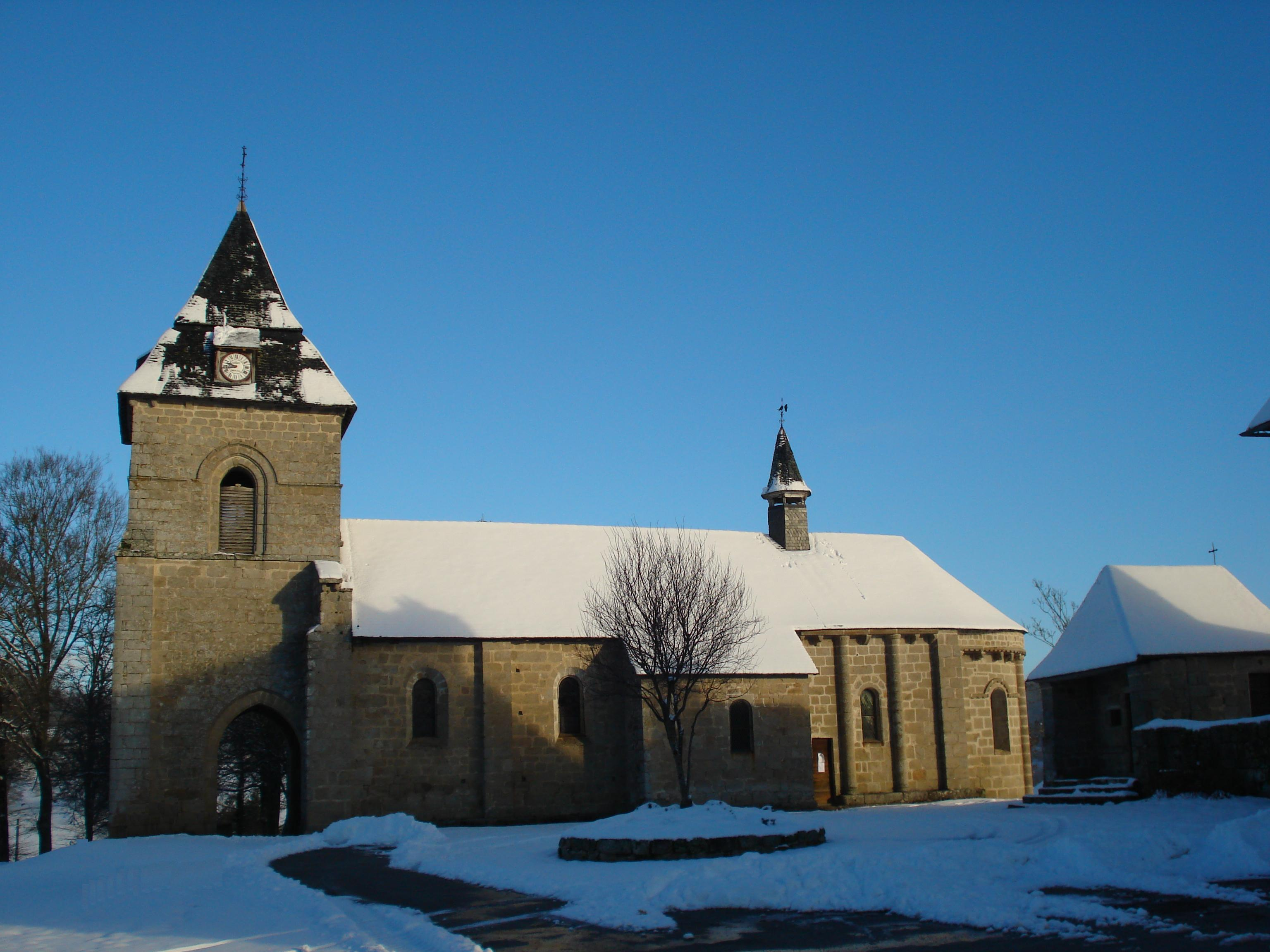
L'église sous la neige.
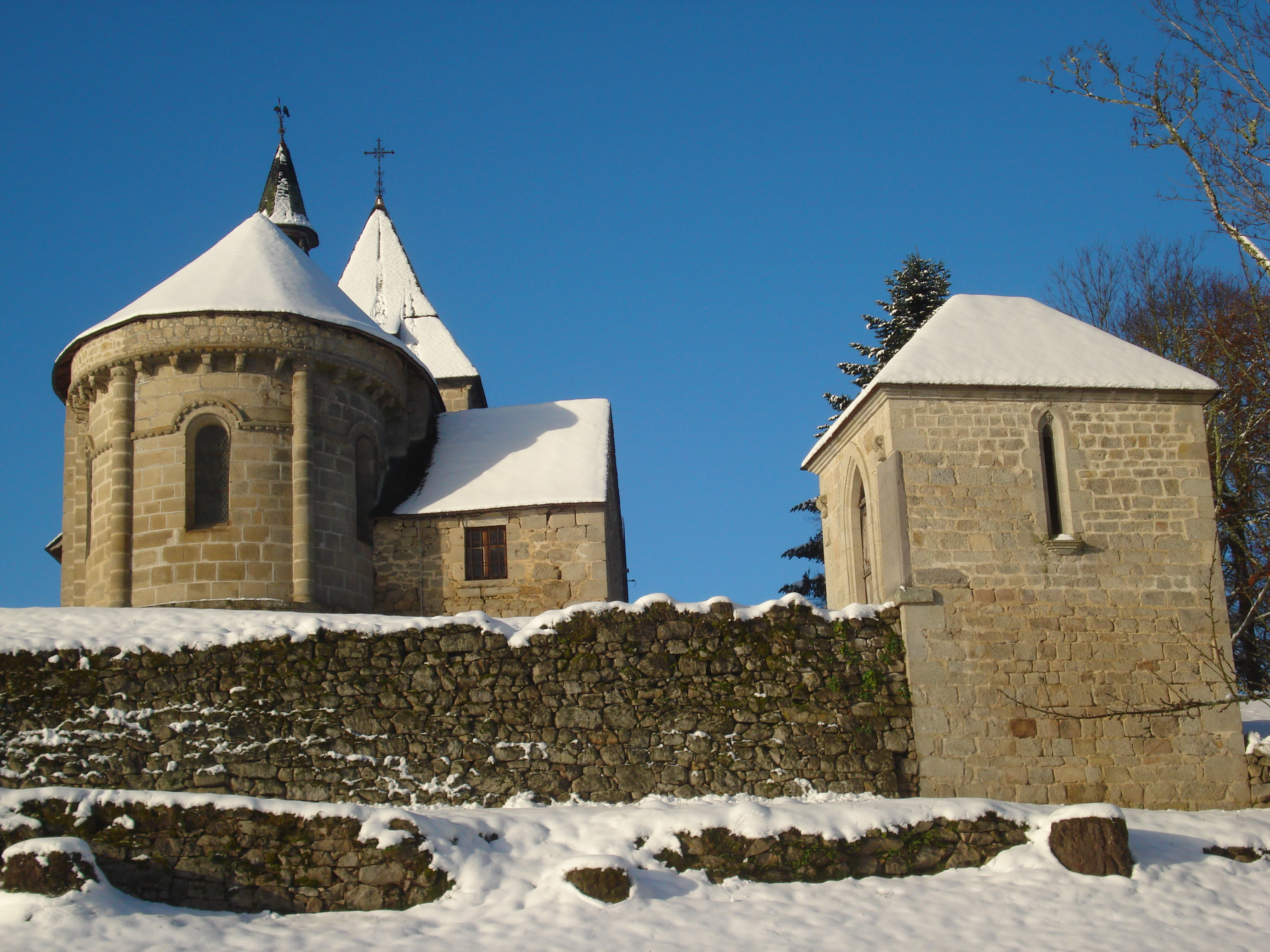
L'église sous la neige.

### Parcs et espaces verts
- Une table d'orientation avec une vue panoramique se trouve au sommet du puy de Manzagol.
- Le lac de la Triouzoune permet diverses activités comme la pêche, la voile, le canoé-kayak…

## Loisir et tourisme
- Le centre touristique du Maury avec un camping, une plage, un restaurant et des activités sportives (tennis, VTT…).
- Le camping de Chantegril presque au cœur du village.
- Un centre VTT agréé FFC.
- Un mur d'escalade se trouve dans la salle polyvalente.
- L'ancien centre de vacances départemental de la Charente-Maritime[35] qui se trouve au bord de la Triouzoune et au pied du Puy de Manzagol.

Les départements de la Corrèze et de la Charente-Maritime sont liés en matière de colonies de vacances car le département de la Corrèze possède une colonie, la Martière, sur l'île d'Oléron alors que le département de la Charente-Maritime possédait la sienne à Liginiac jusqu'en 2010. Le centre de loisir a rouvert en 2013 sous le nom de Junior Club House.

## Personnalités liées à la commune
- Le cycliste Jean Baldassari qui participa à deux Tours de France en 1950 et 1951 résida à Liginiac où il est mort en 2018.
- Jean-Pierre Moueix, né le 20 août 1913 à Liginiac et mort le 28 mars 2003 à Libourne, négociant en vins, propriétaire entre autres de Château Magdelaine et de Pétrus.
- Jean-Olivier Guinant, prêtre de la paroisse, condamné en 2008 à 12 ans de prison pour pédophilie.
- Francis Dubois, né à Liginiac en 1961, ancien maire de Lapleau, élu député en juin 2022.

## Héraldique
| Liginiac | Son blasonnement est : D'azur à la tour d'argent ajourée et maçonnée de sable, accompagnée à dextre d'une étoile d'or et à senestre d'un croissant d'argent, au franc-canton échiqueté de gueules et d'or. |